# Orolestes ridleyi
Orolestes ridleyi är en trollsländeart som först beskrevs av Harry Hyde Laidlaw, Jr. 1902.  Orolestes ridleyi ingår i släktet Orolestes och familjen glansflicksländor. Inga underarter finns listade i Catalogue of Life.